# Хайнле, Макс
Макс Хайнле (нем. Max Hainle; 23 февраля 1882, Дортмунд — 19 апреля 1961) — немецкий ватерполист и пловец, чемпион летних Олимпийских игр 1900.
На Играх Хайнле входил в немецкую ватерпольную сборную. Она проиграла в четвертьфинале второй французской команде со счётом 3:2.
Кроме того, он участвовал в двух плавательных дисциплинах — в командной гонке на 200 м и гонке на 1000 м вольным стилем. В первом заплыве, его команда стала лучшей на Играх, получив золотые медали. Во втором, Хайнле выиграл полуфинал, но занял только четвёртое место в заключительной гонке.